# Anton Zumtobel
Anton Zumtobel (eigentlich Franz Anton Zumtobel; * 4. Juli 1876 in Dornbirn; † 26. September 1947 ebenda) war ein österreichischer Politiker (GDVP) und Jurist. Von 1919 bis 1932 war er Abgeordneter zum Vorarlberger Landtag.

## Ausbildung und Beruf
Zumtobel besuchte nach der Volksschule in Dornbirn von 1888 bis 1893 das Gymnasium Stella Matutina in Feldkirch. Im Schuljahr 1893/94 besuchte er das Gymnasium in Hall, danach war er von 1894 bis 1896 erneut am Stella Matunia, wo er 1896 auch die Matura ablegte. Danach leistete er von 1896 bis 1897 seinen Militärdienst als Einjährig-Freiwilliger in Innsbruck ab. Er studierte zwischen 1897 und 1903 Rechtswissenschaften an der Universität Graz und promovierte 1903 zum Doktor der Rechte (Dr. iur.).
Während seines Studiums wurde er 1897 Mitglied der Grazer akademischen Burschenschaft Cheruskia und engagierte sich im antisemitsch-völkischen Schulverein Südmark, wo er Mitglied der Hauptleitung wurde. Nach seinem Gerichtsjahr in Graz arbeitete er als Konzipient in Judenburg in der Kanzlei Dr. Morawetz, danach wechselte er als Konzipient nach Linz zum Reichsratsabgeordneten Carl Beuerle. Zumtobel eröffnete 1910 seine eigene Rechtsanwaltskanzlei in Dornbirn. Später war er Inhaber der Buchhandlung Dornbirn.

## Politik und Funktionen

### Großdeutsche Volkspartei
Er wurde Mitglied der Deutschfreisinnigen Partei (DFSP) und gehörte danach der Großdeutschen Volkspartei an. Zumtobel war dabei von 1912 bis 1930 Landesparteiobmann der DFSP bzw. GDVP und hatte auch die Funktion des Zahlmeisters inne. 1913 war er Mitbegründer der Vorarlberger Buchdruckereigesellschaft und wurde Gründer des Vorarlberger Tagblattes, des Parteiorgans der Großdeutschen Volkspartei, und des Volksfreundes. Vom 17. Juni 1919 bis zum 8. Mai 1932 vertrat er den Wahlbezirkes Feldkirch im Vorarlberger Landtag, wobei er sich im Vorfeld der Volksabstimmung 1919 in Vorarlberg gegen den Beitritt Vorarlbergs zur Schweiz engagierte.

### Im Nationalsozialismus
Zumtobel führte die Vorarlberger Großdeutschen 1933 in ein „Kampfbündnis“ mit der NSDAP. Am 3. April und 3. Mai 1933 erklärten zunächst das Vorarlberger Tagblatt und dann der Vorarlberger Landesverband der Partei ihre Trennung von Bundespartei. Im Tagblatt erklärte der Parteivorstand, dass von Seiten der Partei keine Vorbehalte gegen Doppelmitgliedschaften in der (zu diesem Zeitpunkt verbotenen) NSDAP bzw. Hitlerbewegung bestünden.
Zumtobel selbst trat am 1. Mai 1933 der NSDAP bei (Mitgliedsnummer 1.620.300). Für diese zunächst noch illegale Mitgliedschaft wurde er mehrfach zu Geldstrafen verurteilt.
Eine von ihm initiierte Spendensammlung für Flutopfer der Region geriet im August 1933 derarten zu einer Propagandaveranstaltung für den Nationalsozialismus, dass sie von der Landesregierung verboten wurde.

#### Arisierung
Anton Zumtobel beteiligte sich an der Arisierung und Gleichschaltung des Vorarlberger Buchhandels. Als Vertrauensmann des nunmehr nationalsozialistischen Buchhandelsverbandes empfing er so folgenden Auftrag dessen kommissarischen Leiters:

„Die vordringlichste Arbeit ist zunächst in kürzester Frist, längstens 8 Tagen, die arischen buchhändlerischen Betriebe Ihres Bereichs einwandfrei festzustellen.[…]
Heil Hitler
NB. Eine Liste der jüdischen buchhändlerischen Betriebe ist mitzusenden“

Nach dem Zweiten Weltkrieg und der Befreiung Österreichs durch die Alliierten wurde er 1945 kurzzeitig im Anhaltelager Brederis inhaftiert.
Zumtobel war neben seinen politischen Funktionen auch Mitglied im Verein Deutsches Haus, Mitglied im Dornbirner Konzerthausverein, Mitglied im Vorarlberger Schwabenkapitel und Mitglied im Turnverein Dornbirn. Er gehörte zudem zu den Mitbegründern der Vorarlberger Illwerke und den Mitbegründern der Ferienkolonie Dornbirn. Außerdem war Zumtobel im Dornbirner Sparkassenausschuss als Vorsitzender-Stellvertreter und Direktor aktiv.

## Privates
Anton Zumtobel wurde als Sohn des Wachsziehers und Großkaufmanns Franz Martin Zumtobel sowie dessen Gattin Maria Karoline Drexel geboren. Er heiratete 1921 in Feldkirch die Witwe Melitta Albrich, geborene Rhomberg, wobei die Ehe kinderlos war. Seine Gattin brachte jedoch eine Adoptivtochter in die Ehe mit.